# Cecilia Gonzaga
Cecilia Gonzaga (Mantova, 18 gennaio 1426 – Mantova, 3 novembre 1451) fu una nobildonna e religiosa italiana, figlia del primo marchese di Mantova Gianfrancesco I Gonzaga e di Paola Malatesta.

## Biografia

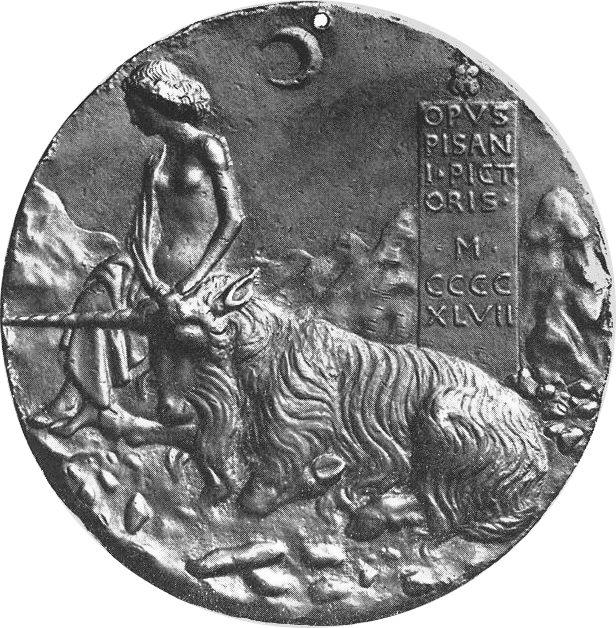
Pisanello, Medaglia di Cecilia Gonzaga, verso.

Ultimogenita della coppia marchionale di Mantova, fu educata alla Ca' Zoiosa, la scuola umanistica fondata a Mantova da Vittorino da Feltre. Giovinetta di brillante intelligenza, si dice che all'età di sette anni conoscesse perfettamente il greco antico.
Perché non destinata a una politica matrimoniale, probabilmente per via di ristrettezze economiche che impedirono di crearle una dote adeguata, o perché, promessa sposa a Oddantonio II da Montefeltro, preferì la vita religiosa, dopo la morte del padre avvenuta nel 1444. Sciolto il contratto nuziale, il 2 febbraio 1445, accompagnata dai fratelli tra due ali di folla, entrò nel monastero di Santa Lucia a Mantova, dove rimase fino alla morte.
Cecilia è soprattutto famosa per la medaglia che il fratello le fece dedicare nel 1447, forse in compensazione delle sue sventure personali, da Pisanello, dove venne ritratta, sul verso, accanto a un unicorno, simbolo di purezza verginale. La medaglia, per l'eleganza e la purezza di motivi, è considerata il capolavoro dell'artista.

## Ascendenza
|                        |                       |                         | Genitori                |  |  | Nonni |  |  | Bisnonni           |  |  | Trisnonni     |  |
|                        |                       |                         |                         |  |  |       |  |  | Ludovico I Gonzaga |  |  | Guido Gonzaga |  |
|                        |                       |                         |                         |  |  |       |  |  | Ludovico I Gonzaga |  |  | Guido Gonzaga |  |
|                        |                       | Beatrice di Bar         |                         |  |  |       |  |  | Ludovico I Gonzaga |  |  |               |  |
| Francesco I Gonzaga    |                       |                         |                         |  |  |       |  |  | Ludovico I Gonzaga |  |  |               |  |
|                        |                       | Alda d'Este             | Obizzo III d'Este       |  |  |       |  |  |                    |  |  |               |  |
|                        |                       | Alda d'Este             | Obizzo III d'Este       |  |  |       |  |  |                    |  |  |               |  |
|                        |                       | Alda d'Este             | Lippa Ariosti           |  |  |       |  |  |                    |  |  |               |  |
| Gianfrancesco Gonzaga  |                       | Alda d'Este             |                         |  |  |       |  |  |                    |  |  |               |  |
|                        |                       | Galeotto I Malatesta    | Pandolfo I Malatesta    |  |  |       |  |  |                    |  |  |               |  |
|                        |                       | Galeotto I Malatesta    | Pandolfo I Malatesta    |  |  |       |  |  |                    |  |  |               |  |
|                        |                       | Galeotto I Malatesta    | Taddea da Rimini        |  |  |       |  |  |                    |  |  |               |  |
| Margherita Malatesta   |                       | Galeotto I Malatesta    |                         |  |  |       |  |  |                    |  |  |               |  |
|                        |                       | Gentile da Varano       | Rodolfo II da Varano    |  |  |       |  |  |                    |  |  |               |  |
|                        |                       | Gentile da Varano       | Rodolfo II da Varano    |  |  |       |  |  |                    |  |  |               |  |
|                        |                       | Gentile da Varano       | Camilla Chiavelli       |  |  |       |  |  |                    |  |  |               |  |
| Cecilia Gonzaga        |                       | Gentile da Varano       |                         |  |  |       |  |  |                    |  |  |               |  |
|                        | Pandolfo II Malatesta | Malatesta III Malatesta |                         |  |  |       |  |  |                    |  |  |               |  |
|                        | Pandolfo II Malatesta | Malatesta III Malatesta |                         |  |  |       |  |  |                    |  |  |               |  |
|                        | Pandolfo II Malatesta | Costanza Ondedei        |                         |  |  |       |  |  |                    |  |  |               |  |
| Malatesta IV Malatesta | Pandolfo II Malatesta |                         |                         |  |  |       |  |  |                    |  |  |               |  |
|                        |                       | Paola Orsini            | Bertoldo Orsini         |  |  |       |  |  |                    |  |  |               |  |
|                        |                       | Paola Orsini            | Bertoldo Orsini         |  |  |       |  |  |                    |  |  |               |  |
|                        |                       | Paola Orsini            | Jacopa Orsini           |  |  |       |  |  |                    |  |  |               |  |
| Paola Malatesta        |                       | Paola Orsini            |                         |  |  |       |  |  |                    |  |  |               |  |
|                        |                       | Rodolfo II Da Varano    | Berardo II da Varano    |  |  |       |  |  |                    |  |  |               |  |
|                        |                       | Rodolfo II Da Varano    | Berardo II da Varano    |  |  |       |  |  |                    |  |  |               |  |
|                        |                       | Rodolfo II Da Varano    | Bellafiore da Brunforte |  |  |       |  |  |                    |  |  |               |  |
| Elisabetta da Varano   |                       | Rodolfo II Da Varano    |                         |  |  |       |  |  |                    |  |  |               |  |
|                        |                       | Camilla Chiavelli       | Finuccio Chiavelli      |  |  |       |  |  |                    |  |  |               |  |
|                        |                       | Camilla Chiavelli       | Finuccio Chiavelli      |  |  |       |  |  |                    |  |  |               |  |
|                        |                       | Camilla Chiavelli       | …                       |  |  |       |  |  |                    |  |  |               |  |
|                        |                       | Camilla Chiavelli       |                         |  |  |       |  |  |                    |  |  |               |  |